# Hetényegyháza
Kecskemét-Hetényegyháza is een stadsdeel (városrész) van de stad Kecskemét in het Hongaarse comitaat Bács-Kiskun. Kecskemét-Hetényegyháza telt ongeveer 5000 inwoners (2007).